# Beeldwoordenboek
Een beeldwoordenboek is een soort woordenboek waarbij in plaats van een beschrijving van het woord een plaatje of foto wordt gebruikt.
De term beeldwoordenboek is een germanisme, want "beeld" in de betekenis van "afbeelding" komt in het Nederlands niet voor, overigens wel in bepaalde uitdrukkingen, zoals "zich ergens een beeld van vormen" of "in beeld brengen". Het is een letterlijke vertaling van het Duitse "Bildwörterbuch", waarvan de eerste edities in 1935 verschenen bij twee Duitse uitgeverijen, t.w. Bibliographisches Institut met Der Grosse Duden - Bildwörterbuch der deutschen Sprache en Der Sprach-Brockhaus – Bildwörterbuch für jedermann van de firma F.A. Brockhaus, beide te Leipzig gevestigd. Beide claimden met hun beeldwoordenboeken, die trouwens van een geheel verschillend principe uitgingen, een wereldprimeur te hebben. 
Het beeldwoordenboek van Duden bestond uit honderden tekeningen van de samenleving in al haar facetten, waarvan de details van nummers waren voorzien, die verwezen naar woorden op de bladzijde er direct naast. Het begrip "huis" bijvoorbeeld, toonde een plaatje van een huis, overdekt met nummers, die correspondeerden met een bijpassende woordenlijst. Als iemand wel wist hoe iets eruitzag, maar niet hoe het heette, kon het beeldwoordenboek op deze manier uitkomst bieden. De woorden hoefden slechts in een andere taal te worden weergegeven om een beeldwoordenboek in die taal te hebben. Engelse, Franse, Italiaanse en Spaanse versies verschenen dan ook kort na die eerste editie. Een nadeel was, dat alleen concrete woorden konden worden weergegeven. 
Der Sprach-Brockhaus bewandelde precies de omgekeerde weg. Het was in principe een gewoon woordenboek met informatie over lettergrepen, geslacht, meervoud en uitspraak, waarbij sommige woorden werden geïllustreerd door een plaatje dat dit woord weergaf. De diverse details werden in het plaatje zelf met woorden benoemd, als plaatsnamen op een landkaart. Hiervan een editie in een vreemde taal maken, was aanzienlijk gecompliceerder: de tekeningen moesten worden aangepast en verschoven naar de vertalingen, die natuurlijk op een heel andere bladzij stonden. Maar ook van dit werk verschenen edities in andere talen, maar pas na de Tweede Wereldoorlog.
Het eerste beeldwoordenboek in Nederland, naar voorbeeld van "Duden", getiteld Nederlandse Beeld-encyclopaedie, onder redactie van Chr. Stapelkamp met tekeningen van J. de Vries, verscheen in 1947 bij de firma Kok in Kampen. Dezelfde firma had reeds in 1942 het eerste Nederlandse gespecialiseerde beeldwoordenboek uitgegeven: Bijbels beeldwoordenboek door A. van Deursen (eveneens met tekeningen van J. de Vries en vertaald in het Duits, Italiaans, Engels en Maleis) en was daarmee zelfs de uitvinders van het fenomeen voor. 
Na de Tweede Wereldoorlog verschenen er beeldwoordenboeken, meestal het concept van Duden volgend, in verschillende talen, maar ook gericht op speciale doelgroepen, zoals kinderen, musici, technici. Naast beeldwoordenboeken op papier zijn ze er inmiddels ook op Cd-rom of op het internet. Het is een populair middel bij het nieuwe leren, doordat het een beroep doet op het associëren van woord en beeld.

## Enkele titels
- D. Faber, T. Roorda en B. Venema (red.), Het beeldwoordenboek: 5000 Nederlandse begrippen in woord en beeld, 7e dr., Groningen: Wolters-Noordhoff, 1996.
- Jean-Claude Corbeil en Ariane Archambault, Van Dale groot beeldwoordenboek: Nederlands-English-Français-Deutsch, 3e dr., vert. door Femke van Doorn, Utrecht/Antwerpen: Van Dale Lexicografie, 2022.
- J.P. Steevens, Wat is dat? Beeldwoordenboek Nederlands, Brugge: Die Keure, 2012.
- M. Carmen Almendros de la Rosa (red.), Van Dale beeldwoordenboek Nederlands, 2e dr., Utrecht: Van Dale, 2021.
- Duden, Das Bildwörterbuch, 6e dr., Mannheim e.a.: Dudenverlag, 2005 (tot de 5e druk o.d.t. Duden, Bildwörterbuch der deutschen Sprache).
- The Oxford-Duden pictorial German-English dictionary, 2e dr., Oxford: Clarendon Press / New York: Oxford University Press, 1994.
- Der Sprach-Brockhaus. Deutsches Bildwörterbuch von A–Z, 9e dr., Wiesbaden: F.A. Brockhaus, 1984. (niet verder verschenen)